# الآثار البيئية للذكاء الاصطناعي
تتفاوت الآثار البيئية للذكاء الاصطناعي تفاوتًا كبير. تُنتج الكثير من طرق التعلم العميق بصمة كربونية كبيرة وتتطلب استهلاك المياه. اقترح بعض العلماء أن الذكاء الاصطناعي قد يقدم حلولًا للمشكلات البيئية.

## البصمة الكربونية
ينتج الذكاء الاصطناعي بصمة كربونية ضخمة نتيجة الاستخدام الكبير للطاقة، الناجم خصوصًا عن التدريب والاستخدام. جادل الباحثون بوجوب مراعاة البصمة الكربونية لنماذج الذكاء الاصطناعي الناتجة من التدريب عند محاولة فهم تأثير الذكاء الاصطناعي في البيئة. اقترحت إحدى الدراسات أن تكاليف الطاقة اللازمة للذكاء الاصطناعي قد ترتفع إلى 85-134 تيراواط ساعي بحلول 2027، أي ما يعادل نحو 0.5% من إجمالي استخدام الكهرباء الحالي. قد يُنتج تدريب نموذج تعلم عميق بصمة كربونية تقارب انبعاثات 5 سيارات طوال دورة حياتها. يتطلب تدريب النماذج اللغوية الكبيرة وغيرها من نماذج الذكاء الاصطناعي التوليدي عمومًا طاقة أكبر كثيرًا من تلك التي يتطلبها تشغيل تنبؤ واحد باستخدام النموذج المدرب. ولكن استخدام نموذج مدرب استخدامًا متكررًا يؤدي إلى مضاعفة تكاليف الطاقة. تتضاعف العمليات الحوسبية المطلوبة لتدريب نماذج الذكاء الاصطناعي الأكثر تقدمًا كل 3.4 شهرًا في المتوسط، ما يؤدي إلى زيادة استخدام الطاقة أُسيًّا وتضخم البصمة الكربونية الناتجة. سوف يكون لخوارزميات الذكاء الاصطناعي التي تعمل في الأماكن التي تستخدم الوقود الأحفوري بصمة كربونية أعلى كثيرًا من الأماكن التي تستخدم مصادر طاقة أنظف. يمكن تعديل هذه النماذج لتقليل الآثار البيئية على حساب دقتها، مع التشديد على أهمية إيجاد التوازن بين الدقة والأثر البيئي.
استهلك بيرت، نموذج ذكاء اصطناعي توليدي دُرب في 2019، «طاقة تعادل رحلة ذهاب وإياب عبر القارات». أطلق جي بي تي 3 نحو 552 طنًا متريًا من ثنائي أكسيد الكربون في الغلاف الجوي في أثناء تدريبه، «أي ما يعادل قيادة 123 سيارة ركاب تعمل بالبنزين لمدة عام واحد». يرجع جزء كبير من تكلفة الطاقة إلى المعالجات ومعماريات النموذج غير الفعالة. دُرب نموذج يُدعى بلووم من هغينغ فيس على رقائق معالجات أكثر كفاءة، فأطلق 25 طنًا متريًا فقط من ثنائي أكسيد الكربون. تشير التقديرات إلى أن تشغيل بلووم يوميًا يطلق بصمة كربونية مكافئة لقيادة سيارة مسافة 54 ميلًا.
يمكن أن يكون للخوارزميات ذات تكاليف الطاقة الأقل، التي تُستخدم ملايين المرات يوميًا، بصمات كربونية ضخمة. يمكن أن يؤدي ضم الذكاء الاصطناعي إلى محركات البحث إلى مضاعفة تكاليف الطاقة على نحو هائل، إذ تشير بعض التقديرات إلى ارتفاع تكاليف الطاقة إلى نحو 30 مليار كيلوواط ساعي سنويًا، وهي بصمة طاقة أكبر من بصمة كثير من البلدان. وجد تقدير آخر أن ضم تشات جي بي تي إلى كل استعلام بحث في غوغل سيستخدم 10 تيراواط ساعي كل عام، أي ما يعادل استخدام الطاقة السنوي لنحو 1.5 مليون مواطن في الاتحاد الأوروبي.
سببت طلبات العمليات الحسابية المتزايدة من الذكاء الاصطناعي زيادة استخدام المياه والطاقة، ما أدى إلى زيادة الطلب على الشبكة الكهربائية. نتيجة زيادة الطلب على الطاقة من قبل المشاريع المتعلقة بالذكاء الاصطناعي، تأجل إغلاق محطات الفحم في مدينة كانساس سيتي ووست فرجينيا. تأجل الإيقاف النهائي للمحطات الأخرى التي تعمل بالفحم في منطقة سولت ليك سيتي مدة تصل إلى عقد من الزمن. احتدمت المناقشات البيئية في كل من فرجينيا وفرنسا بخصوص ما إذا كان ينبغي الدعوة إلى «تعليق عمل» مراكز بيانات إضافية. ألقى المدير التنفيذي لشركة أوبن إيه آي، سام ألتمان، خطابًا في المنتدى الاقتصادي العالمي في 2024 قال فيه إن صناعة الذكاء الاصطناعي لا يمكن أن تنمو إلا مع تطور تكنولوجي كبير لزيادة تنمية الطاقة.
فشلت غوغل في 2024 في الوصول إلى الأهداف الرئيسة من خطتها لتحقيق صافي انبعاثات صفرية نتيجة لعملها في الذكاء الاصطناعي، وحققت زيادة بنسبة 48% في انبعاثات غازات الاحتباس الحراري تعزى إلى نموها في الذكاء الاصطناعي. كان لكل من مايكروسوفت وميتا زيادات مماثلة في بصمتيهما الكربونيتين بسبب الذكاء الاصطناعي. تعتمد البصمة الكربونية لنماذج الذكاء الاصطناعي على مصدر الطاقة المستخدم، إذ تقلل مراكز البيانات التي تستخدم الطاقة المتجددة من بصمتها الكربونية. تدعي الكثير من شركات التكنولوجيا أنها تعوض استخدام الطاقة عن طريق شراء الطاقة من مصادر متجددة، لكن بعض الخبراء يجادلون بأن المنشآت تستبدل الطاقة المتجددة المزعومة ببساطة بمصادر متزايدة غير متجددة لعملائها الآخرين. لا يزال من الصعب تحديد تحليل البصمة الكربونية لنماذج الذكاء الاصطناعي، إذ تُجمع على شكل جزء من البصمة الكربونية لمركز البيانات، وقد تساعد بعض النماذج في تقليل البصمة الكربونية للصناعات الأخرى، أو قد يكون ذلك بسبب الاختلافات في التقارير الآتية من الشركات.
قد تؤدي بعض تطبيقات تعلم الآلة، مثل اكتشاف الوقود الأحفوري واستكشافه، إلى تفاقم مشاكل تغير المناخ. قد يؤدي استخدام الذكاء الاصطناعي للتسويق الشخصي عبر الإنترنت أيضًا إلى زيادة استهلاك السلع، ما قد يؤدي أيضًا إلى زيادة الانبعاثات العالمية.

### استخدام الطاقة والكفاءة
تستخدم رقائق الذكاء الاصطناعي (أي وحدات معالجة الرسومات) طاقة أكبر وتنبعث منها حرارة أكثر مقارنة برقائق وحدة المعالجة المركزية التقليدية. تستخدم نماذج الذكاء الاصطناعي ذات المعماريات المنفذة تنفيذًا غير فعال، أو المدربة على رقائق أقل كفاءة، المزيد من الطاقة. تضاعفت كفاءة الطاقة في الحوسبة كل 1.6 سنة منذ أربعينيات القرن العشرين. يجادل بعض المشككين بأن التحسينات في كفاءة الذكاء الاصطناعي قد تؤدي فقط إلى زيادة استخدام الذكاء الاصطناعي وبالتالي زيادة البصمة الكربونية نتيجة مفارقة جيفونز.
أعلنت مايكروسوفت في سبتمبر 2024 عن اتفاقية مع كونستيليشن إينيرجي لإعادة فتح محطة ثري مايل آيلاند للطاقة النووية لتزويد مايكروسوفت بنسبة 100% من إجمالي الطاقة الكهربائية التي تنتجها المحطة لمدة 20 عامًا. ستتطلب إعادة فتح المحطة، التي عانت من انصهار نووي جزئي لمفاعل الوحدة 2 في 1979، من كونستيليشن المرور بخطوات تنظيمية صارمة ستشمل تدقيقًا مكثفًا للسلامة من اللجنة التنظيمية النووية الأمريكية. إذا تمت الموافقة على ذلك (ستكون هذه أول عملية إعادة تشغيل لمحطة نووية في الولايات المتحدة)، ستُنتج المحطة أكثر من 835 ميغاواط من الطاقة، وهو ما يكفي 800,000 منزل. تُقدّر تكلفة إعادة الفتح والترقية بنحو 1.6 مليار دولار أمريكي وتعتمد على الإعفاءات الضريبية للطاقة النووية الواردة في قانون الحد من التضخم الأمريكي لعام 2022. تستثمر حكومة الولايات المتحدة وولاية ميشيغان نحو 2 مليار دولار أمريكي لإعادة تشغيل مفاعل باليساديس النووي على بحيرة ميشيغان. من المقرر إعادة افتتاحه في أكتوبر 2025 علمًا أنه أُغلق في 2022. سيُغير اسم محطة ثري مايل آيلاند إلى مركز كرين للطاقة النظيفة نسبة إلى كريس كرين، الداعم للطاقة النووية والرئيس التنفيذي السابق لشركة إكسيلون الذي كان مسؤولًا عن انبثاق إكسيلون عن كونستيليشن.
كشفت مايكروسوفت في 2025 عن خطط لاستثمار 80 مليار دولار في تطوير وتوسيع مراكز البيانات المصممة لدعم تقنيات الذكاء الاصطناعي. تعتمد هذه المنشآت، بالغة الأهمية في تقدم الذكاء الاصطناعي، على شبكات واسعة من مجموعات الرقائق المترابطة والطاقة الكهربائية الكبيرة من أجل العمل بكفاءة.